# Slovénie aux Jeux olympiques d'été de 2000
La Slovénie est représentée par 74 athlètes aux Jeux olympiques d'été de 2000 à Sydney. Il s'agit de sa 3e participation à des Jeux d'été. Avec ses 19 ans, Katarina Srebotnik est la plus jeune athlète de la délégation. Durant les jeux, le pays remporte deux médailles d'or et se classe ainsi à la 35e place du tableau des médailles par nations,.

## Nombre d'athlètes qualifiés par sport
Voici la liste des qualifiés et sélectionnés Slovénes par sport (remplaçants compris) :
| Sport       | Hommes | Femmes | Total |
| ----------- | ------ | ------ | ----- |
| Athlétisme  | 12     | 8      | 20    |
| Aviron      | 8      | 0      | 8     |
| Badminton   | 0      | 1      | 0     |
| Canoë-kayak | 3      | 1      | 4     |
| Cyclisme    | 6      | 0      | 6     |

## Médaillés slovènes
| Sport  | Discipline            | Sportifs               | Performance |
| ------ | --------------------- | ---------------------- | ----------- |
| Aviron | Deux de couple hommes | Luka Špik et Iztok Čop |             |
| Tir    | 50 mètres 3 positions | Rajmond Debevec        | 1275,1      |

## Athlétisme

### Hommes
| Athlète                                                     | Épreuve          | Séries        | Séries      | Quarts de finale | Quarts de finale | Demi-finales | Demi-finales | Finale          | Finale  |
| Athlète                                                     | Épreuve          | Temps         | Rang        | Temps            | Rang             | Temps        | Rang         | Temps           | Rang    |
| ----------------------------------------------------------- | ---------------- | ------------- | ----------- | ---------------- | ---------------- | ------------ | ------------ | --------------- | ------- |
| Marija Šestak                                               | 400 m            | 45 s 95       | 3e          | Eliminé          | Eliminé          | Eliminé      | Eliminé      | Eliminé         | Eliminé |
| Roman Kejzar                                                | Marathon         | Non disputé   | Non disputé | Non disputé      | Non disputé      | Non disputé  | Non disputé  | 2 h 26 min 38 s | 62e     |
| Matic Sustersic Matic Osovnikar Bostjan Fridrih Urban Acman | Relais 4 × 100 m | 39 s 25       | 5e          | Non disputé      | Non disputé      | DSQ          | /            | Eliminé         | Eliminé |
| Bostjan Horvat Joze Vrtacic Sergej Salamon Matija Sestak    | Relais 4 × 400 m | 3 min 10 s 07 | 7e          | Eliminé          | Eliminé          | Eliminé      | Eliminé      | Eliminé         | Eliminé |

| Athlète       | Épreuve           | Qualification | Qualification | Finale      | Finale  |
| Athlète       | Épreuve           | Performance   | Rang          | Performance | Rang    |
| ------------- | ----------------- | ------------- | ------------- | ----------- | ------- |
| Gregor Cankar | Saut en longueur  | 7,98 m        | 15e           | Eliminé     | Eliminé |
| Primož Kozmus | Lancer du marteau | 68,83 m       | 38e           | Eliminé     | Eliminé |

### Femmes
| Athlète                                                     | Épreuve          | Séries         | Séries | Quarts de finale | Quarts de finale | Demi-finales  | Demi-finales | Finale        | Finale  |
| Athlète                                                     | Épreuve          | Temps          | Rang   | Temps            | Rang             | Temps         | Rang         | Temps         | Rang    |
| ----------------------------------------------------------- | ---------------- | -------------- | ------ | ---------------- | ---------------- | ------------- | ------------ | ------------- | ------- |
| Alenka Bikar                                                | 200 m            | 23 s 26        | 5e     | 23 s 01          | 4e               | Eliminé       | Eliminé      | Eliminé       | Eliminé |
| Brigita Langerholc                                          | 400 m            | DNS            | /      | Eliminé          | Eliminé          | Eliminé       | Eliminé      | Eliminé       | Eliminé |
| Brigita Langerholc                                          | 800 m            | 2 min 01 s 89  | 2e     | Non disputé      | Non disputé      | 1 min 59 s 05 | 4e           | 1 min 58 s 51 | 4e      |
| Helena Javornik                                             | 1 500 m          | 4 min 18 s 18  | 12e    | Eliminé          | Eliminé          | Eliminé       | Eliminé      | Eliminé       | Eliminé |
| Helena Javornik                                             | 5 000 m          | 16 min 09 s 60 | 13e    | Eliminé          | Eliminé          | Eliminé       | Eliminé      | Eliminé       | Eliminé |
| Meta Macus Brigita Langerholc Jolanda Čeplak Sasa Prokofjev | Relais 4 × 400 m | 3 min 35 s 00  | 7e     | Eliminé          | Eliminé          | Eliminé       | Eliminé      | Eliminé       | Eliminé |

| Athlète         | Épreuve           | Qualification | Qualification | Finale      | Finale  |
| Athlète         | Épreuve           | Performance   | Rang          | Performance | Rang    |
| --------------- | ----------------- | ------------- | ------------- | ----------- | ------- |
| Anja Valant     | Triple saut       | 14,36 m       | 4e            | 13,59 m     | 9e      |
| Eufemija Storga | Lancer du javelot | 54,94 m       | 27e           | Eliminé     | Eliminé |

## Aviron

### Hommes
| Athlète(s)                                           | Compétition         | Série         | Série | Repêchage     | Repêchage   | Demi-finale   | Demi-finale | Finale                 | Finale        |
| Athlète(s)                                           | Compétition         | Temps         | Rang  | Temps         | Rang        | Temps         | Rang        | Temps                  | Rang          |
| ---------------------------------------------------- | ------------------- | ------------- | ----- | ------------- | ----------- | ------------- | ----------- | ---------------------- | ------------- |
| Luka Špik Iztok Čop                                  | Deux de couple      | 6 min 24 s 92 | 1er   | Non disputé   | Non disputé | 6 min 16 s 41 | 1er         | Finale A 6 min 16 s 63 | Médaille d'or |
| Miha Pirih Gregor Sracnjek                           | Deux sans barreur   | 6 min 55 s 82 | 4e    | 6 min 50 s 49 | 3e          | 6 min 49 s 79 | 5e          | Finale B 6 min 40 s 23 | 5e            |
| Jani Klemencic Milan Janša Rok Kolander Matej Prelog | Quatre sans barreur | 6 min 07 s 90 | 3e    | Non disputé   | Non disputé | 6 min 04 s 07 | 2e          | Finale A 5 min 58 s 34 | 4e            |

## Badminton

### Femmes
| Athlète    | Compétition  | 1/32 de finale   | 1/16 de finale   | 1/8 de finale    | Quarts de finale | Demi-finales     | Finale           | Finale 3eplace   | Rang    |
| Athlète    | Compétition  | Adversaire Score | Adversaire Score | Adversaire Score | Adversaire Score | Adversaire Score | Adversaire Score | Adversaire Score | Rang    |
| ---------- | ------------ | ---------------- | ---------------- | ---------------- | ---------------- | ---------------- | ---------------- | ---------------- | ------- |
| Maja Pohar | Simple dames | Non disputé      | Défaite Mann 0-2 | Eliminé          | Eliminé          | Eliminé          | Eliminé          | Eliminé          | Eliminé |

## Canoe-Kayak

### Slalom

#### Hommes
| Athlète        | Compétition | Éliminatoires | Éliminatoires | Finale | Finale |
| Athlète        | Compétition | Temps         | Rang          | Temps  | Rang   |
| -------------- | ----------- | ------------- | ------------- | ------ | ------ |
| Fedja Marusic  | K1          | 258.10        | 9e            | 281.99 | 15e    |
| Dejan Kralj    | K1          | 258.29        | 10e           | 228.08 | 10e    |
| Simeon Hocevar | C1          | 274.25        | 9e            | 240.64 | 7e     |

#### Femmes
| Athlète   | Compétition | Éliminatoires | Éliminatoires | Finale  | Finale  |
| Athlète   | Compétition | Temps         | Rang          | Temps   | Rang    |
| --------- | ----------- | ------------- | ------------- | ------- | ------- |
| Nada Mali | K1          | 325.45        | 17e           | Eliminé | Eliminé |

## Cyclisme

### Route

#### Hommes
| Athlète         | Compétition      | Temps               | Rang |
| --------------- | ---------------- | ------------------- | ---- |
| Martin Hvastija | Course en ligne  | DNF                 | /    |
| Tadej Valjavec  | Course en ligne  | DNF                 | /    |
| Uroš Murn       | Course en ligne  | 5 h 30 min 46 s     | 31e  |
| Andrej Hauptman | Course en ligne  | 5 h 30 min 46 s     | 25e  |
| Martin Hvastija | Contre-la-montre | 1 h 01 min 08 s 831 | 22e  |

### BMX

#### Hommes
| Athlète         | Compétition   | Temps    | Rang |
| --------------- | ------------- | -------- | ---- |
| Rok Drasler     | Cross-country | DNF      | /    |
| Primoz Strancar | Cross-country | + 1 Tour | 37e  |